# XXXII edició dels Premis Ariel
La XXXII edició dels Premis Ariel, organitzada per l'Acadèmia Mexicana d'Arts i Ciències Cinematogràfiques (AMACC), es va celebrar el 1990 a Ciutat de Mèxic per celebrar el millor del cinema durant l'any anterior. Durant la cerimònia, l’AMACC va lliurar el premi Ariel a 22 categories en honor de les pel·lícules estrenades el 1989.

## Premis i nominacions
Nota: Els guanyadors estan llistats primer i destacats en negreta. ⭐
| Millor pel·lícula - Goitia, un dios para sí mismo ⭐ - El homicida - Morir en el golfo | Millor direcció - Diego López Rivera – Goitia, un dios para sí mismo ⭐ - Alfonso Rosas Priego – El homicida - Gilberto Gazcón – Rosa de dos aromas                                        |
| Millor actor - Juan Carlos Ruiz – Goitia, un dios para sí mismo ⭐ - Enrique Rocha – El otro crimen - Roberto "Flaco" Guzmán – Sabadazo (Sábado D.F.)                                                                    | Millor actriu - Lourdes Elizarrarás – La ciudad al desnudo ⭐ - Patricia Rivera – Rosa de dos aromas - Carmen Cardenal – Tres veces mojado                                                 |
| Millor coactuació masculina - Roberto Sosa – Lola ⭐ - Claudio Obregón – El otro crimen - Damián Alcázar – La ciudad al desnudo                                                                                          | Millor coactuació femenina - Laura Forastieri – El homicida ⭐ - Alma Delfina – Casos de alarma - Claudia Guzmán – Violencia a domicilio (El jardín de la paz)                             |
| Millor actor de repartiment - Alfredo "Pelón" Solares – El homicida ⭐ - Emilio Echevarría – Morir en el golfo - Sergio Goyri – Sabadazo (Sábado D.F.)                                                                   | Millor actriu de repartiment - Patricia Reyes Spíndola – El otro crimen ⭐ - Martha Navarro – Rosa de dos aromas ⭐                                                                        |
| Millor argument original - Diego López Rivera, Javier Sicilia, Jorge González de León – Goitia, un dios para sí mismo ⭐ - Ignacio Retes, Servando González – La ciudad al desnudo - Beatriz Novaro, María Novaro – Lola | Millor guió adaptat - Beatriz Novaro, María Novaro – Lola ⭐ - Guadalupe Ortega, Xavier Robles – Zapata en Chinameca                                                                       |
| Millor fotografia - Arturo de la Rosa, Jorge Suárez – Goitia, un dios para sí mismo ⭐ - Xavier Cruz Ruvalcaba – El homicida - Guillermo Navarro – Morir en el golfo                                                     | Millor edició - Carlos Savage – El homicida ⭐ - Sigfrido García – Goitia, un dios para sí mismo - Sergio Soto – Rosa de dos aromas                                                        |
| Millor escenografia - No atorgat | Millor banda sonora - Amparo Rubin – Goitia, un dios para sí mismo ⭐ - José Elorza, Marcial Alejandro – Morir en el golfo - Joaquín Gutiérrez Heras, Salvador León – Zapata en Chinameca' |
| Millor ambientació - María Teresa Pecanins – Goitia, un dios para sí mismo ⭐ - Rubén Piña– El homicida - Marisa Pecanins – Lola                                                                                         | Millor opera prima - María Novaro – Lola ⭐ - Benjamín Escamilla Espinosa – Casos de alarma - Víctor Martínez – Sabadazo (Sábado D.F.)                                                     |
| Millor documental - No concedit | Millor Cançó - No atorgat |
| Millor curtmetratge de ficció - Juan Pablo Villaseñor – Y yo que la quiero tanto ⭐ - Edgar Díaz Guerrero – Muerte súbita' - Romelia Álvarez – Tenpahua                                                                  | Millor curtmetratge documental - No concedit |
| Millor migmetratge de ficció - Jaime Ruiz – Don Chico que vuela ⭐ - María Novaro – Azul celeste - Eduardo Herrera Fernandez – Un dia crucial para Ausencio Paredes                                                      | Millor migmetratge documental - Arturo Carrasco Martínez – La rueda de la fortuna ⭐ - Guillermo Granillo – La muerte es un lugar solitario - Armando Casas – Los retos de la democracia   |
| Premi honorari - Luis Alcoriza ⭐ | Medalla Salvador Toscano - Manuel Barbachano Ponce ⭐ |